# 夜香木兰
夜香木兰（学名：Magnolia coco）是木兰科木兰属的植物，又稱為夜合花和夜荷花。分布在亚洲、越南、台湾岛以及中国大陆的四川、福建、云南、浙江、广东、广西等地，生长于海拔600米至900米的地区，一般生长在湿润肥沃土壤林下，目前尚未由人工引种栽培。

## 延伸阅读
[在维基数据编辑]
 《植物名實圖考·夜合花》，出自吳其濬《植物名實圖考》

## 外部連結
- 夜合花 Ye He Hua （页面存档备份，存于） 中藥標本數據庫 (香港浸會大學中醫藥學院) （繁體中文）（英文）